# Badar Al-Maimani
Badar Al-Maimani (en árabe: بدر مبارك صالح الميمني‎; Al Musanaah, Omán; 16 de julio de 1984) es un exfutbolista y entrenador de fútbol de Omán que jugaba en la posición de centrocampista. Actualmente es entrenador asistente del Fanja SC de la Liga Profesional de Omán.

## Carrera

### Club
| Periodo   | Club          | Goles |
| --------- | ------------- | ----- |
| 2003–2004 | Muscat Club   | 7     |
| 2004–2005 | Al-Riyadh SC  | 1     |
| 2005–2007 | Al-Ahli Doha  | 12    |
| 2007–2009 | Al-Sailiya SC | 3     |
| 2009–2010 | Muscat Club   | 5     |
| 2010      | Ettifaq FC    | 0     |
| 2010–2012 | Muscat Club   | 0     |
| 2012–2014 | Fanja SC      | 1     |

### Selección nacional
Jugó para Omán en 69 ocasiones de 2003 a 2013 y anotó 15 goles; participó en cuatro ediciones de la Copa de Naciones del Golfo, en dos ediciones de la Copa Asiática, en tres eliminatorias mundialistas, y los Juegos Asiáticos de 2006.

## Logros
- Copa del Sultán Qabus (1): 2004
- Supercopa de Omán (1): 2012

## Estadísticas

### Goles con selección nacional
| #  | Fecha      | Sede                                                          | Rival                  | Marcador | Resultado | Torneo                                               |
| -- | ---------- | ------------------------------------------------------------- | ---------------------- | -------- | --------- | ---------------------------------------------------- |
| 1  | 25-9-2003  | Incheon, Corea del Sur                                        | Nepal                  | 6-0      | 7-0       | Clasificación para la Copa Asiática 2004             |
| 2  | 29-9-2003  | Incheon, Corea del Sur                                        | Vietnam                | 2-0      | 6-0       | Clasificación para la Copa Asiática 2004             |
| 3  | 11-1-2004  | Al-Sadaqua Walsalam Stadium, Adiliya, Kuwait City, Kuwait     | Catar                  | 2-0      | 2-0       | Copa de Naciones del Golfo de 2003                   |
| 4  | 31-3-2004  | Jawaharlal Nehru Stadium, Kaloor, Kochi, India                | India                  | 4–1      | 5–1       | Clasificación para la Copa Mundial de Fútbol de 2006 |
| 5  | 31-3-2004  | Jawaharlal Nehru Stadium, Kaloor, Kochi, India                | India                  | 5–1      | 5–1       | Clasificación para la Copa Mundial de Fútbol de 2006 |
| 6  | 3-9-2004   | Malé, Maldivas                                                | Maldivas               | 2-1      | 2-1       | Amistoso                                             |
| 7  | 13-12-2004 | Doha, Catar                                                   | Emiratos Árabes Unidos | 2-1      | 2-1       | Copa de Naciones del Golfo de 2004                   |
| 8  | 20-12-2004 | Doha, Catar                                                   | Baréin                 | 2-0      | 3-2       | Copa de Naciones del Golfo de 2004                   |
| 9  | 24-12-2004 | Jassim Bin Hamad Stadium, Doha, Catar                         | Catar                  | 1-1      | 1-1       | Copa de Naciones del Golfo de 2004                   |
| 10 | 16-8-2006  | Jinnah Sports Stadium, Islamabad, Pakistán                    | Pakistán               | 1-0      | 4-1       | Clasificación para la Copa Asiática 2007             |
| 11 | 16-8-2006  | Jinnah Sports Stadium, Islamabad, Pakistán                    | Pakistán               | 3-0      | 4-1       | Clasificación para la Copa Asiática 2007             |
| 12 | 27-1-2007  | Mohammed Bin Zayed Stadium, Abu Dhabi, Emiratos Árabes Unidos | Baréin                 | 1-0      | 1-0       | Copa de Naciones del Golfo de 2007                   |
| 13 | 8-7-2007   | Rajamangala Stadium, Bangkok, Tailandia                       | Australia              | 1-0      | 1-1       | Copa Asiática 2007                                   |
| 14 | 22-12-2008 | Sultan Qaboos Sports Complex, Mascate, Omán                   | Senegal                | 1-0      | 1-0       | Amistoso                                             |
| 15 | 10-1-2009  | Sultan Qaboos Sports Complex, Mascate, Omán                   | Baréin                 | 1-0      | 2-0       | Copa de Naciones del Golfo de 2009                   |